# 제2차 나카소네 내각
제2차 나카소네 내각(일본어: 第2次中曽根内閣)은  나카소네 야스히로가 제72대 내각총리대신으로 임명되어, 1983년 12월 27일부터 1984년 11월 1일까지 존재한 일본의 내각이다.

## 개요
1983년 12월 18일에 실시된 제37회 중의원 의원 총선거에서 자유민주당이 대패했기 때문에 신 자유 클럽과의 각내 연립 정권을 맺었다. 그로 인해 1955년 이후 28년 지속된 자유민주당 단독 정권은 일단 종료됐다.
1984년 1월 5일, 나카소네가 야스쿠니 신사를 참배했고 당 대회에 있어서 ‘전후 정치의 총결산’을 표명했다. 행정관리청 등의 폐지와 총무청의 발족에 따라 행정관리청 장관인 고토다 마사하루가 7월 1일부터 총무청 장관으로 취임했고 8월에는 일본전매공사 민영화법을 성립시켰다. 자유민주당내 반주류파에 의한 니카이도 옹립 구상을 끝까지 밀고 나간 나카소네는 10월 말에 치른 자유민주당 총재 선거에서 무투표로 재선에 성공하여 제1차 내각 개조를 단행했다. 12월에는 일본전신전화공사 민영화법을 성립시켰다.
1985년 2월, ‘다나카소네 내각’으로 비유될 정도로 정권에 영향력이 있었던 다나카 가쿠에이가 뇌경색으로 장기 입원했다. 이로 인해 ‘포스트 나카소네’를 노리는 ‘뉴 리더’들의 파워 밸런스 위에 나카소네가 서는 형태가 되면서 나카소네의 리더십이 강화됐다. 같은 해에 나카소네는 당 세미나에서 방위비 1% 범위를 철회하는 의견을 제출했다.
종전기념일 40주년이 된 1985년 8월 15일, 나카소네가 현직 총리로서는 최초로 야스쿠니 신사를 공식 참배했고 나카소네를 비롯한 내각의 전체 각료들도 야스쿠니 신사를 참배했다. 참배의 여파로 중국 공산당에서 대일 우호 정책에 대한 비판이 커지자 나카소네와 인연이 있던 후야오방이 실각되는 원인이 됐다. 그해 연말에는 제2차 내각 개조를 단행했다.
이듬해 1986년 5월, ‘민간 사업자의 능력의 활용에 의한 특정 시설 정비의 촉진에 관한 임시 조치법’(민활법)이 제정됐고 그해 도쿄에서는 G7 정상회의가 개최됐다. 같은 해 7월, 중참 동시 선거에서 자유민주당은 대승했고 이 내각부터는 각료 자산 공개가 시작됐다.

## 각료
- 내각총리대신 - 나카소네 야스히로
- 법무대신 - 스미 에이사쿠
- 외무대신 - 아베 신타로
- 대장대신 - 다케시타 노보루
- 문부대신 - 모리 요시로
- 후생대신 - 와타나베 고조
- 농림수산대신 - 야마무라 신지로
- 통상산업대신 - 오코노기 히코사부로
- 운수대신 - 호소다 기치조
- 우정대신 - 오쿠다 게이와
- 노동대신 - 사카모토 미소지
- 건설대신 - 미즈노 기요시
- 자치대신, 국가공안위원회 위원장 - 다가와 세이이치
- 내각관방장관 - 후지나미 다카오
- 총리부 총무장관(1984년 7월 1일 폐지) - 나카니시 이치로
- 행정관리청 장관(1984년 7월 1일 폐지) - 고토다 마사하루
- 총무청 장관(1984년 7월 1일 설치) - 고토다 마사하루
- 오키나와 개발청 장관 - 나카니시 이치로
- 방위청 장관 - 구리하라 유코
- 경제기획청 장관 - 고모토 도시오
- 과학기술청 장관 - 이스루기 미치유키
- 환경청 장관 - 우에다 미노루
- 국토청 장관, 홋카이도 개발청 장관 - 이나무라 사콘시로
  - 내각법제국 장관 - 모구시 다카시
  - 내각관방부장관(정무) - 미즈히라 도요히코
  - 내각관방부장관(사무) - 후지모리 쇼이치
  - 총리부 총무부장관(정무, 1984년 7월 1일 폐지) - 호리우치 미쓰오
  - 총리부 총무부장관(사무, 1984년 7월 1일 폐지) - 야마지 스스무

## 정무 차관
1983년 12월 28일에 임명됐다.
- 법무 정무 차관 - 세키구치 게이조
- 외무 정무 차관 - 기타가와 이시마쓰
- 대장 정무 차관 - 호리노우치 히사오·이노우에 유타카
- 문부 정무 차관 - 나카무라 야스시
- 후생 정무 차관 - 유카와 히로시
- 농림 수산 정무 차관 - 시마무라 요시노부·나카가와 유키오
- 통상 산업 정무 차관 - 사토 신지·오키 히로시
- 운수 정무 차관 - 쓰시마 유지
- 우정 정무 차관 - 세키야 가쓰쓰구
- 노동 정무 차관 - 쓰카하라 슌페이
- 건설 정무 차관 - 이토야마 에이타로
- 자치 정무 차관 - 이토 고스케
- 행정 관리 정무 차관 - 하토야마 구니오( ~ 1984년 6월 30일)
- 총무 정무 차관 - 호리우치 미쓰오(1984년 7월 1일 ~ )
- 홋카이도 개발 정무 차관 - 다카기 마사아키
- 방위 정무 차관 - 나카무라 기시로
- 경제 기획 정무 차관 - 야마사키 다케사부로
- 과학 기술 정무 차관 - 오카베 사부로
- 환경 정무 차관 – 가키자와 고지
- 오키나와 개발 정무 차관 - 오시로 신준
- 국토 정무 차관 - 나카가와 히데나오

## 참고 문헌
- 하타 이쿠히코 편 《일본 관료제 종합 사전 : 1868 ~ 2000》(도쿄 대학 출판회, 2001년)

## 같이 보기
- 연합 정부